# マリオパーティ8
『マリオパーティ8』（マリオパーティエイト、MARIO PARTY 8）は、 ハドソンとシーエイプロダクションが開発、任天堂から2007年に発売されたWii用ゲームソフト。略称は「マリパ8（マリパエイト）」。日本では同年7月26日、アメリカでは5月29日、ヨーロッパでは7月13日にそれぞれ発売された。

## 概要
家庭用のマリオパーティシリーズの9作目にあたる作品（『マリオパーティ アドバンス』を含まない場合は8作目）。初動売り上げは前作を遥かに上回り、12月下旬には『マリオパーティシリーズ』で初の、Wiiのゲームソフトとしては3本目のミリオンセラーとなった。今作のBGMは塚原義弘、嶋倉一朗（ミュージックサポート）が担当している。
本作の発売後、マリオパーティシリーズの主要開発スタッフがエヌディーキューブに移籍。その4年後の2012年に、ハドソンは株式会社コナミデジタルエンタテインメント（KDE）に吸収合併され、翌2013年末をもってブランド消滅となったため、本作と同年に発売された『マリオパーティDS』とあわせてハドソンが開発した最後のマリオパーティシリーズとなった。次回作以降のシリーズ開発は、先述のエヌディーキューブが担当している。

## ストーリー
今年も開催された「スターカーニバル」に、今回はマリオたちも遊びにやって来た。この「スターカーニバル」はボードゲームやミニゲームでみんなで遊べる10年に一度のお祭りである。マリオたちの一番の楽しみは、最大のイベントである「スターバトル」で「スーパースター」を目指すためにライバル達とバトルをすること。優勝すると「スーパースター」の名誉を与えられ、さらにキャンディ1年分が景品として貰えるという。今年の「スーパースター」ははたして誰が勝ち取るのだろうか。

## ゲームの特徴
今作では対応ハードが前作までのニンテンドー ゲームキューブからWiiに移行し、操作方法が全面的に一新された。操作は全てWiiリモコンを（ごく一部のミニゲームではヌンチャクも合わせて）使用し、Wiiリモコンを振ったり回したりひねったりするなど、旧作のマリオパーティシリーズとは違う操作性が搭載されている。なお、前作まで搭載されていた、ゲームキューブマイクを使用した音声認知機能は廃止された。
また、『マリオパーティ5』『マリオパーティ6』でタッグマッチルールをプレイする際のキャラクターのコンビ名が本作で復活したが、一部キャラクターのコンビ名は旧作から変更されている。その他、今までのマリオパーティシリーズに登場していたミニクッパが今作から登場しなくなった。シリーズ中、ミニクッパとクッパJr.のどちらも登場しないタイトルは今作のみ。
なお、このゲームはWiiのソフトの中で16:9のワイド画面に完全には対応していない作品であり、ファイルセレクト画面とモードセレクト画面のみ16:9に対応しているが、その他のボードマップやミニゲームの画面では4:3の画面サイズとなり、両サイドに黒い帯が発生する。

## キャラクター

### プレイヤー
今作では「ゲッソー」「ハンマーブロス」が新しくプレイヤーとして使用できるようになった。また、「エクストラブース」でのみ「Mii」をプレイヤーとして使用することができる。
- マリオ
- ルイージ
- ピーチ - 声優がサマンサ・ケリーに変更された。
- ヨッシー - 今作から新たな声が使われるようになった。
- ワリオ
- デイジー
- ワルイージ
- キノピオ - 声優がサマンサ・ケリーに変更された。
- テレサ - 声が『マリオテニスGC』以降のものになった。
- キノピコ - 声優がサマンサ・ケリーに変更された。
- キャサリン
- カロン
- ゲッソー - 隠しキャラクター
- ハンマーブロス - 隠しキャラクター
- Mii

### ガイド
- コンドゥ

今作のゲームの司会や説明を務めるガイドキャラ。頭に帽子の「トーレ」をかぶっている。
- トーレ

コンドゥがかぶっている帽子。意思があり、しゃべることができる。

### ステージ上のキャラクター
- ドンキーコング

「ドンキーマス」に止まった時や、「ドンキーコングのジャングルパーク」などに登場。プレイヤー達の手助けをしてくれる。
- クッパ

「クッパマス」に止まった時や、「クッパのスペースコロシアム」などに登場。旧作と同様にプレイヤー達に様々な悪行をする。
- ヤリホー

「ドンキーコングのジャングルパーク」に登場。プレイヤーの手持ちのキャンディを奪ったり、「キャンディショップ」でキャンディの販売をしたりする。
- キャプテンクリボー

「クリボーのオーシャンロード」に登場。普通のクリボーに比べて、体格がかなり大きい。
- クリボー

「クリボーのオーシャンロード」ほか、様々なステージやミニゲームで登場する。
- モンテ

「クリボーのオーシャンロード」に登場し、「ハプニングマス」に止まったプレイヤーを前方へ投げ飛ばしたり、砂浜で釣りをしていたりする。
- リフトン

『スーパーマリオワールド』に登場したゴーグルをつけたイルカで、「クリボーのオーシャンロード」に登場し、「リフトンタクシー」でプレイヤーを乗り場に応じて先のマスへ送ってくれる。また、「バトルロイヤル」「タッグマッチ」では「ラッキーマス」に止まったプレイヤーを「ラッキールート」の離れ小島へ連れて行ってくれる。
- キングテレサ

「キングテレサのミステリーハウス」に登場。
- あかテレサ

「キングテレサのミステリーハウス」に登場。
- バッタン

「キングテレサのミステリーハウス」に登場。分岐点で一方の道をふさいでおり、通ろうとするとコインを要求してくる。
- チューさん

「キングテレサのミステリーハウス」や「ヘイホーのドリームエクスプレス」に登場。
- ヘイホー

「ヘイホーのドリームエクスプレス」で列車の車掌などを勤めている。ほか、様々なステージやミニゲームにも登場する。
- カメック

「ヘイホーのドリームエクスプレス」や「クッパのスペースコロシアム」に登場。魔法を使い、様々なハプニングを起こす。
- ボロドー

「ヘイホーのドリームエクスプレス」や「ノコノコのハッピータウン」に登場。
- ノコノコ

「ノコノコのハッピータウン」でホテルの従業員などを勤めている。ほか、様々なステージやミニゲームにも登場する。

## ゲームモード
パーティブース
1人～4人でボードゲームをプレイすることができるモード。今作では「バトルロイヤル」「タッグマッチ」「デュエルマッチ」の3つのルールから選んで対戦する。詳細はパーティブース（ボードゲーム）の節を参照。
スターバトルブース
COMが操作するキャラと1対1でボードゲームで競う1人用のモード。ルールは「パーティブース」の「デュエルマッチ」と同じ。
ミニゲームブース
「パーティブース」「スターバトルブース」で1度遊んだことのあるミニゲームを使い、以下の5つの遊び方でプレイできるモード。
フリープレイ
「パーティブース」「スターバトルブース」で1度遊んだことのあるミニゲームの内、好きなミニゲームを選んでプレイできる。ここで遊べるミニゲームは、「4にんようミニゲーム」「1vs3ミニゲーム」「2vs2ミニゲーム」「バトルミニゲーム」「デュエルミニゲーム」「チャレンジミニゲーム」「ラストミニゲーム」の7種類。
かちぬきバトル
ルーレットで選ばれたミニゲームをプレイし勝ち抜きを競う。はじめに設定した勝利数だけ先に勝利したプレイヤーが優勝となる。4人のプレイヤーが競う「4にんよう」と1対1で競う2人用の「デュエル」がある。「4にんよう」ではルーレットに登場するミニゲームの種類を「4にん」「1vs3」「2vs2」「ランダム」から選ぶことができ、「ランダム」は「4にんようミニゲーム」「1vs3ミニゲーム」「2vs2ミニゲーム」全てがルーレットに登場する。「デュエル」では「デュエルミニゲーム」のみがルーレットに登場する。
クロスパネル
6×6で構成されたフィールド上のパネルを4人で取り合うゲーム。ルーレットで選ばれた「4にんようミニゲーム」をプレイし、勝利したプレイヤーは色の付いていないパネルを1つ選び、そのパネルと、そのパネルを含んだタテ1列とヨコ1列のパネルすべてを、自分の色のパネルに変えることができる（ただし、黒パネルは選べず、選んだパネルのタテかヨコの直線状に黒パネルがあると黒パネルとその向こう側は変わらない）。これを繰り返し、すべてのパネルが埋まった時点で黒パネルが2枚普通のパネルに変わり、再度全部のパネルが埋まった時点でいちばん多くのパネルを集めたプレイヤーが優勝となる。
ラインボール
2人用。ルーレットで選ばれた「デュエルミニゲーム」をプレイし、勝利したプレイヤーは3つのパイプのうち、好きなパイプに自分のボールを1個落とすことができる。パイプは3×3のマス目で構成されており、落としたボールは下から積み上がっていく。先にタテ、ヨコ、ナナメのどれか1列に自分のボールを3個並べることができたプレイヤーが優勝となる。なお、勝負がつかなかった場合は、2人が落としたボールはすべてリセットされ、最初からやり直しとなる。
アタックミニゲーム
「おたのしみひろば」で「アタックミニゲーム」のアイテムを入手すると遊べるようになる、1人用のゲームの10個のミニゲームを1人でプレイし、その結果に応じたポイントの合計で自分の「ミニゲームレベル（実力）」が判定される。1ミニゲームあたり0～1000ポイント獲得できる。ここで出したハイスコアは「アタックミニゲームのきろく」として保存される。
エクストラブース
このブース専用の「エクストラミニゲーム」をプレイすることができる。このブースのみマリオキャラの代わりに「Mii」でプレイすることもできる。遊べるミニゲームは8つあり、はじめは4つしかプレイできないが、ある条件を満たすと残りの4つもプレイできるようになる。
おたのしみひろば
他のブースを遊ぶともらえる「カーニバルカード」を「カーニバルフィギュア」や様々なアイテムと交換したり、ミニゲームのハイスコアの閲覧などができる。
おしらせけいじばん
「ミニゲームのきろく」や「アタックミニゲームのきろく」「ミニゲームパック」の内容が確認できる。
ミニゲームワゴン
ある条件を満たすと利用できるようになり、持っている「カーニバルカード」をまだ1度も遊んでいないミニゲームと交換することができる。
カーニバルワゴン
入手した「カーニバルフィギュア」を見たり、それらを使った「カーニバルパレード」を見ることができる。
アイテムワゴン
「カーニバルカード」を「カーニバルフィギュア」や様々なアイテムと交換することができる。
ミュージックワゴン
ゲーム中のBGMやキャラの音声を試聴できる。

## パーティブース
「パーティブース」では以下の3つのバトルルールでボードゲームをプレイすることができる。はじめにプレイするバトルルール・参加人数・ターン数やミニゲームパックなどの細かいルール・プレイするステージなどを設定した後、プレイヤー全員の行動する順番を決めてからゲームスタートとなる。
バトルロイヤル
4人のプレイヤーで「スター」を集めた数を競う。順番に1人ずつサイコロブロックを叩き出た目だけマスを移動し、移動が終わると止まったマスの効果を受ける。全員が移動し終えるとミニゲームが始まり、ミニゲームに勝利したプレイヤーは10コイン獲得できる。ここまでの流れを「1ターン」とし設定したターン数が終了した時点でスターを最も多く所持していたプレイヤーが優勝となる。ターン終了時に発生するミニゲームは「4にんようミニゲーム」「1vs3ミニゲーム」「2vs2ミニゲーム」の3種類で、各プレイヤーが止まったマスの色に応じてプレイするミニゲームの種類が決定される。また、この3種類の代わりにごくまれに「バトルミニゲーム」が始まることもある。
タッグマッチ
2人1組で2チームに分かれて「スター」を集めた数を競い合う。設定したターン数が終了した時点でスターを最も多く所持していたチームが優勝となる。「バトルロイヤル」同様に1人ずつサイコロブロックを叩き移動していくが、スター・コイン・キャンディ（アイテム）はチームで共有して所持する。ターン終了時に発生するミニゲームは「4にんようミニゲーム」「2vs2ミニゲーム」「バトルミニゲーム」の3種類の内1種類がランダムに選ばれ（「バトルロイヤル」と違い、プレイヤーが止まったマスの色は関係しない）、「1vs3ミニゲーム」は一切発生しない。また「2vs2ミニゲーム」の場合は必ず同じチームのメンバーとタッグを組んでプレイすることになる。
デュエルマッチ
1対1で競い合う2人用のバトルルール。このルールではステージごとに決められた勝利条件を先に満たしたプレイヤーが勝利となる。1人ずつサイコロブロックを叩き移動をしていくが「バトルロイヤル」「タッグマッチ」と違いターン終了時にミニゲームは発生しない。30ターン経過して勝負がつかなかったときは引き分けとなる。また、ステージのマスの数やルートのつながり方などが「バトルロイヤル」「タッグマッチ」のものとは少々異なる。なお、あと少しで勝敗が決まりそうになると「スペシャルボーナス」というイベントが1度だけ発生し、負けそうなプレイヤーにコインかキャンディが入手できるチャンスが与えられる。何がもらえるかはダーツルーレットで決定するが「×」マークにダーツを当てると何ももらえない。

### キャンディ
今作では、マップ上で使えるアイテムが前作までの「カプセル」から「キャンディ」へ変更された。特定のステージでのみ登場するキャンディも含め全部で14種類登場し、その効果によってキャンディが色分けされている。キャンディはステージ上に設置されている「？キャンディ」を通過すると無料で1つ入手できる（種類は選べない）ほか、「キャンディショップ」でコインを払い購入することもできる。「バトルロイヤル」「デュエルマッチ」「スターバトルブース」では1人3つ、「タッグマッチ」では1チーム5つまで持つことができ、キャンディを持っているとサイコロブロックを叩く前に1ターンに1つだけ使うことができる。なお、前作までのカプセルのようにマスにしかけることはできない。また、ステージによって登場するキャンディの種類が異なっている。

### ラストチャンス
「バトルロイヤル」「タッグマッチ」では残り5ターンになると「ラストチャンス」というイベントが始まり、以下の2つのルールが追加される。なお、今作では従来のシリーズにあった「プラスマス・マイナスマスに止まった時に増減するコインの数が2倍（作品によっては3倍）」などの追加ルールは廃止された。
- 最下位のプレイヤーに「けっとうキャンディ」が1つ（「ノコノコのハッピータウン」のみ30コイン）プレゼントされる。
- 全ての「マイナスマス」上にコイン袋（5コイン）、それ以外の全てのマス上に1コインずつ設置される（ただし、各プレイヤーが止まっているマスには配置されない）。これらのコインは通過した時に入手することができ、一度入手すると無くなる。

### ボーナススター
「バトルロイヤル」「タッグマッチ」では、「ボーナススターあり」の設定を選ぶとゲーム終了時に「ボーナススター」の受賞者が発表され、条件を満たしているプレイヤーやチームにスターが1つずつプレゼントされる。以下の6つのうちどれか3つがランダムに選ばれ、どれが選ばれるかはゲーム終了時にならないと判明しない。
ミニゲームスター
ターン終了時のミニゲームでいちばん多くコインを稼いだプレイヤー・チームに与えられる。
キャンディスター
キャンディをいちばん多く使用したプレイヤー・チームに与えられる。
ハプニングスター
「ハプニングマス」に止まった回数がいちばん多いプレイヤー・チームに与えられる。
ランニングスター
いちばん多くマスを進んだプレイヤー・チームに与えられる。
ショッピングスター
「キャンディショップ」での買い物でいちばん多くコインを使用したプレイヤー・チームに与えられる。
レッドスター
「マイナスマス」に止まった回数がいちばん多いプレイヤー・チームに与えられる。

## ミニゲーム
今作に収録されているミニゲームの数は「4にんよう（18個）」、「1vs3（9個）」、「2vs2（10個）」、「バトル（5個）」、「デュエル（27個、そのうち8個は重複）」、「チャレンジ（3個）」、「ラスト（スターバトルの最後に登場）（1個）」、「エクストラ（8個）」の合計重複しているものも含めて81種類（重複しているものを除くと73種類）。ミニゲームによってはクリボーやノコノコが観客として登場することがあり、「ミニゲームブース」でプレイする時はこの観客がMiiになる。今作は、Wiiリモコンの「ポインター」や「ふる・ひねる・かたむける」といった操作を活かしたミニゲームが特徴だが、Wiiリモコンを「よこもち」して従来のようにボタンのみで操作するミニゲームも一部ある。
「パーティブース」の「バトルロイヤル」では、各プレイヤーが止まったマスの色によりターン終了時のミニゲームの種類が決まる。ただし、「ハプニングマス」「ラッキーマス」に止まったときは、色が青か赤どちらかにランダムで変わる（ちなみに、「ドンキーマス」は青いマス、「クッパマス」は赤いマスとして扱われる）。また、今作のミニゲームは「オールミニゲームパック」と「かんたんミニゲームパック」の2種類のミニゲームパックに振り分けがされており、ルールの設定で「オールミニゲームパック」を選ぶと全てのミニゲームが、「かんたんミニゲームパック」を選ぶと簡単なミニゲームのみがターン終了時に登場する。

## 攻略本
- 任天堂公式ガイドブック マリオパーティ8 ISBN 9784091063830 - 小学館（発売日：2007年9月8日）